# فيلهلم رودولف كوتر
فيلهلم رودولف كوتر (23 أغسطس 1818 في رافينسبورغ—توفي 6 مايو 1888 في برن) هو مهندس ألماني ثم سويسري في علم حركة السوائل وأنظمة شبكة الأنابيب.

## سيرة شخصية
شارك كوتر في تحقيق المشروع الواسع للمنشآت الهيدروليكية خلال تصحيح مياه جورا [الإنجليزية] الذي نُفذ في سويسرا في منطقة البحيرات الثلاث [الفرنسية] نوشاتيل ومورتين وبيان. حصل على جنسية بيان امتنانًا له، حيث يحمل المسار اسمه. انتقلت عائلة كوتر بعد ذلك إلى سويسرا. ابنه هيرمان كوتر [الإنجليزية] عالم لاهوت سويسري مشهور.

## أعمال
بالتعاون مع اميل غانغليت (بالفرنسية: Émile Ganguillet)‏، طور معادلة تجريبية لتحديد تدفقات المياه في القنوات مع الأخذ في الاعتبار الخسائر الناجمة عن الاحتكاك:
متوسط سرعة التدفق {\displaystyle v} يُعبرعنه بدالة لمتوسط نصف القطر الهيدروليكي للقناة {\displaystyle R} تدرج التيار {\displaystyle i} وثابت التناسب {\displaystyle c} :
{\displaystyle v=c{\sqrt {Ri}}}
مع
{\displaystyle S={\frac {h}{L}}}
أو {\displaystyle h} هو فرق الارتفاع و {\displaystyle L} طول القناة المدروسة.
و
{\displaystyle c={\frac {a+{\frac {l}{n}}+{\frac {m}{S}}}{1+(a+{\frac {m}{S}}){\frac {n}{\sqrt {R}}}}}}
أو {\displaystyle a} و {\displaystyle I} و {\displaystyle m} هي ثوابت تجريبية و n معامل يعتمد على خشونة جدران القناة.
المعامل {\displaystyle n} يتراوح بين 0.01 للقنوات الملساء (الأسمنت أو الخشب الأملس) و 0.030 للقنوات الخشنة (المجاري المائية ذات الرواسب الخشنة والحصى والغطاء النباتي).

## روابط خارجية
- المخططات الهيدروليكية لتصريف المواسير والقنوات. على أساس صيغة غانغويلت و كانو
- فيلهلم رودولف كوتر على موقع الموسوعة البريطانية (الإنجليزية)